# Bey
Bey (også stavet bej, beg og beigh) var en fyrstetitel af tyrkisk oprindelse med betydningen "leder". I det Osmanniske Rige brugtes ordet som betegnelse for guvernørerne i de store provinser af riget, senere også lavere tjenestemænd. Senere er ordet mest brugt som en ærestitel, der svarer til den engelske sir og mister. 